# پیشروی سرباز
پیشروی سرباز یا ترقی خصوصی (انگلیسی: Private's Progress) یک فیلم به کارگردانی برادران بولتینگ است که در سال ۱۹۵۶ منتشر شد. این فیلم بر اساس رمانی به همین نام اثر الن هاکنی ساخته شده است. دنباله این فیلم، من خوبم جک، در ۱۹۵۹ ساخته شد.

## بازیگران
- ریچارد اتنبرا
- تری توماس
- میلز مالسون
- ویلیام هارتنل
- پیتر جونز
- ایان بانن
- والی پچ